# Aland (Droma)
Aland (en francès Allan) és un municipi francès situat al departament de la Droma i a la regió d'Alvèrnia-Roine-Alps. L'any 2007 tenia 1.596 habitants.

## Demografia

### Població
El 2007 la població de fet d'Allan era de 1.596 persones. Hi havia 596 famílies de les quals 120 eren unipersonals (36 homes vivint sols i 84 dones vivint soles), 212 parelles sense fills, 228 parelles amb fills i 36 famílies monoparentals amb fills.
La població ha evolucionat segons el següent gràfic:
Habitants censats

### Habitatges
El 2007 hi havia 675 habitatges, 607 eren l'habitatge principal de la família, 33 eren segones residències i 35 estaven desocupats. 592 eren cases i 79 eren apartaments. Dels 607 habitatges principals, 465 estaven ocupats pels seus propietaris, 122 estaven llogats i ocupats pels llogaters i 20 estaven cedits a títol gratuït; 6 tenien una cambra, 16 en tenien dues, 75 en tenien tres, 118 en tenien quatre i 392 en tenien cinc o més. 482 habitatges disposaven pel capbaix d'una plaça de pàrquing. A 235 habitatges hi havia un automòbil i a 355 n'hi havia dos o més.

### Piràmide de població
La piràmide de població per edats i sexe el 2009 era:
| Homes | Edats   | Dones |
| ----- | ------- | ----- |
| 0     | 95 o +  | 8     |
| 0     | 90 a 94 | 12    |
| 16    | 85 a 89 | 8     |
| 4     | 80 a 84 | 8     |
| 20    | 75 a 79 | 16    |
| 12    | 70 a 74 | 48    |
| 24    | 65 a 69 | 8     |
| 44    | 60 a 64 | 44    |
| 44    | 55 a 59 | 40    |
| 48    | 50 a 54 | 52    |
| 44    | 45 a 49 | 32    |
| 76    | 40 a 44 | 40    |
| 40    | 35 a 39 | 68    |
| 68    | 30 a 34 | 48    |
| 40    | 25 a 29 | 48    |
| 24    | 20 a 24 | 20    |
| 36    | 15 a 19 | 44    |
| 40    | 10 a 14 | 56    |
| 48    | 5 a 9   | 40    |
| 40    | 0 a 4   | 48    |

## Economia
El 2007 la població en edat de treballar era de 1.027 persones, 758 eren actives i 269 eren inactives. De les 758 persones actives 700 estaven ocupades (386 homes i 314 dones) i 58 estaven aturades (24 homes i 34 dones). De les 269 persones inactives 95 estaven jubilades, 81 estaven estudiant i 93 estaven classificades com a «altres inactius».

### Ingressos
El 2009 a Allan hi havia 601 unitats fiscals que integraven 1.592,5 persones, la mediana anual d'ingressos fiscals per persona era de 20.290 €.

### Activitats econòmiques
Dels 77 establiments que hi havia el 2007, 1 era d'una empresa alimentària, 2 d'empreses de fabricació d'altres productes industrials, 13 d'empreses de construcció, 14 d'empreses de comerç i reparació d'automòbils, 6 d'empreses de transport, 7 d'empreses d'hostatgeria i restauració, 1 d'una empresa d'informació i comunicació, 2 d'empreses financeres, 5 d'empreses immobiliàries, 10 d'empreses de serveis, 12 d'entitats de l'administració pública i 4 d'empreses classificades com a «altres activitats de serveis».
Dels 13 establiments de servei als particulars que hi havia el 2009, 1 era una oficina de correu, 2 guixaires pintors, 1 fusteria, 2 lampisteries, 4 electricistes, 1 empresa de construcció, 1 perruqueria i 1 agència immobiliària.
Dels 5 establiments comercials que hi havia el 2009, 1 era una botiga de menys de 120 m², 3 fleques i 1 un drogueria.
L'any 2000 a Allan hi havia 33 explotacions agrícoles que ocupaven un total de 504 hectàrees.

## Equipaments sanitaris i escolars
El 2009 hi havia 2 escoles elementals.

## Poblacions més properes
El següent diagrama mostra les poblacions més properes.